# Öffentliche Bibliothek der Hauptstadt Warschau – Hauptbibliothek der Woiwodschaft Masowien
Die Öffentliche Bibliothek der Hauptstadt Warschau – Hauptbibliothek der Woiwodschaft Masowien – (Polnisch: Biblioteka Publiczna m. st. Warszawy – Biblioteka Główna Województwa Mazowieckiego) ist eine öffentliche Bibliothek und Universalbibliothek in Warschau. Eine der größten Bibliotheken Polens, sie dient gleichzeitig als die Stadt- und Kreisbibliothek des Stadtkreis Warschau, sowie als die Woiwodschaftsbibliothek der Woiwodschaft Masowien, und wird als eine gemeinsame öffentliche Kulturinstitution zusammen von diesen beiden öffentlichen Körperschaften geführt.

## Geschichte
Die Einrichtung einer öffentlichen Bibliothek für wissenschaftliche und allgemeine Literatur war seit dem Ende des 19. Jahrhunderts bereits Gegenstand der öffentlichen Diskussion im russisch beherrschten Warschau. 
1906 wurde schließlich für die schnell wachsende polnische Stadt eine Bibliotheksgesellschaft gegründet, zu deren Mitgliedern der ersten Stunde der Mathematiker Samuel Dickstein, der Schriftsteller und Bibliothekar Stefan Żeromski und der Anthropologe und Ökonom Ludwik Krzywicki gehörten. Ein Jahr später wurde dann die Gründung der Warschauer Stadtbibliothek vollzogen.
Durch die Förderung der Eugenia Kierbedź (Tochter des Ingenieurs Stanisław Kierbedź), die einen Neubau samt Einrichtung finanzierte, konnte 1914 das Gebäude der Stadtbibliothek im historisierenden Stil (Architekt: Jan Fryderyk Heurich) bezogen werden. 
In der Zeit der 2. Republik spielte die Stadtbibliothek eine wichtige Rolle, da sie das Pflichtexemplarsrecht erhielt, Bibliothekare ausbildete und eine bibliothekarische Fachzeitschrift herausgab. Der Bibliotheksbestand erreichte vor dem Ausbruch des Zweiten Weltkrieges eine Größe von etwa 500.000 Medien, von denen etwa 300.000 zerstört und weitere 100.000 geraubt wurden. 
Schon am 26. Mai 1945 konnte der durch die deutsche Besatzung unterbundene Betrieb der Bibliothek durch Schenkungen wieder aufgenommen werden. Das 1946 wieder verliehene Recht auf Pflichtexemplare sorgte für einen ständigen Zustrom an Publikationen. Insgesamt konnte bereits zu dieser Zeit der Betrieb als öffentliches Bibliothekssystem mit vielen Filialen in den unterschiedlichen Stadtteilen der Hauptstadt wieder aufgenommen werden.
1968 bis 1973 wurde ein neuer Teilbereich der Bibliothek konstruiert. Im Jahr 1975 wurde die Warschauer Stadtbibliothek zu einer zentralen Landesbibliothek Polens. Von 1987 bis 1991 wurden umfassende Sanierungsarbeiten im Gebäude durchgeführt und 2005/2006 feierte man die 100. Jährung der Gründung.

## Bestand
Der Bestand der Bibliothek umfasst etwa 1,5 Millionen Bücher, Manuskripte, Zeitschriften und andere Medien sowohl wissenschaftlicher als auch populärer Natur und ist öffentlich zugänglich. Besondere Sammelgebiete umfassen Medien über Literatur, Buchwissenschaft, Kunst, Kinder- und Jugendliche, Kartographie und Tourismus. Das polnische Museum für Kinder- und Jugendliteratur sammelt seine Medien und forscht hier. Die Zeitschriftensammlung der Warschauer Stadtbibliothek deckt nicht nur Zeitschriften ab dem Beginn des 19. Jahrhunderts, sondern auch ausländische Periodika, Journale und Berichte ab. Die Zeitschriftensammlung umfasst insgesamt über 240.000 Exemplare, von denen etwa 25.000 im Lesesaal vor Ort verfügbar sind. Die Sammlung alter Drucke umfasst 15.000 (u. a. 83 Inkunabeln, das erste Kochbuch in der polnischen Sprache, Exemplare aus den Sammlungen mehrerer polnischer Könige). Die Manuskriptensammlung umfasst 4000.